# Michel Hofman
Michel Hofman (Oostende, 29 april 1961), is een Belgische admiraal die sinds 10 juli 2020 dient als de Stafchef van het Belgische leger. Voorafgaand aan zijn post was hij Vice-Chef van Defensie.

## Biografie
Hofman werd geboren in Oostende, maar groeide op in Brussel. Hij studeerde af (middelbare school) aan de Koninklijke Cadettenschool te Brussel, voordat hij in 1978 de Koninklijke Militaire School intrad als kandidaat Marine-officier, waar hij sociale en militaire wetenschappen studeerde. Hij studeerde ook aan de Ecole de Guerre-Terre (voorheen College Interarmées de Défense) in Frankrijk in 2000.
Hij kreeg verschillende functies voor de schepen van de Belgische Marine, variërend van mijnenvegers, mijnenjagers en fregatten. Van 1991 en 1997 diende hij op de Marinebasis in Brugge, en later aan boord van de M917 Crocus, waar hij deelnam aan de operaties tijdens de Golfoorlog, en de F911 Westdiep. Hij diende ook bij de Standing NATO Maritime Group 1 (STANAVFORLANT). In het najaar van 1997 trad hij toe als staf van de Chef Defensie als vice-admiraal.
Hij voerde in 2000 het bevel over de 'F911 Westdiep' en nam deel aan Operatie Active Endeavour naar aanleiding van de aanslagen van 11 september. In 2002 werd hij aangesteld als stafchef van de Belgisch-Nederlandse Task Group en in januari 2004 werd hij officier operationeel assistent van de commandant van de Marine en officier Chef Operaties bij de Admiraliteit Benelux.
In 2006 werd hij operatie-officier en commandant van de Divisie Operaties binnen de afdeling Operaties & Opleiding van de Defensiestaf.
In 2010 was hij commandant-officier van het Franse commando tijdens Operatie Atalanta, en later diende hij als bevelhebber van de Belgische Marine en werd hij ook officier-admiraal Benelux. In mei 2015 diende hij opnieuw op de afdeling Operaties & Training van de Defensiestaf, eerst als operationeel officier en later als afdelingshoofd. Hij werd op 26 juni 2016 gepromoveerd tot vice-admiraal. In juli 2017 werd hij benoemd tot vice-chef van de defensie.

### Chef Defensie (2020-2024)
Op 10 juli 2020 werd hij aangesteld als de nieuwe stafchef van Defensie, ter vervanging van generaal Marc Compernol.
Tijdens zijn periode als chef brandde op 20 mei 2021 een 500 hectare natuurgebied in Brecht af. Een schietoefening, in het militair domein dicht bij het natuurgebied veroorzaakte de brand.
Naar aanleiding van de Zaak-Jürgen Conings in 2021 toen een militair die verdacht wordt van rechts-extremisme wapens stal en verdween, werd besloten om een zoektocht naar de voortvluchtige te organiseren door de Belgische Defensie en politie. Hofman stelde in een persconferentie dat rechts-extremistische militairen geen thuis hebben in het leger.
In juli 2024 ging hij op pensioen waarbij hij werd opgevolgd door Frederik Vansina.

## Onderscheidingen
- Grootofficier in de Kroonorde[6]
- Commandeur in de Leopoldsorde[7]
- Orde van Leopold II
- Militair Kruis eerste klasse[8]
- Herinneringsmedaille voor Buitenlandse Opdrachten of Operaties
- Medaille van Verdienste
- NAVO-medaille

## Privé
Hofman is tweetalig, Nederlands-Frans. Hij is gehuwd, vader van 5 kinderen, en woont in Oostende.